# 拡張
| ウィキペディアには「拡張」という見出しの百科事典記事はありません（タイトルに「拡張」を含むページの一覧/「拡張」で始まるページの一覧）。 代わりにウィクショナリーのページ「拡張」が役に立つかもしれません。 |